# Pleurosicya australis
Pleurosicya australis är en fiskart som beskrevs av Larson, 1990. Pleurosicya australis ingår i släktet Pleurosicya och familjen smörbultsfiskar. Inga underarter finns listade i Catalogue of Life.